# Arthur Nikisch
Arthur Augustinus Adalbertus Nikisch (født 12. oktober 1855 i Mosonszentmiklós i Ungarn, død 23. januar 1922 i Leipzig i Tyskland) var en ungarsk dirigent.
Nikisch er blevet kaldt direktionens fader. Han dannede skole for mange store dirigenter i sin måde at dirigere på. Han uddannede dirigenter som Adrian Boult og Fritz Reiner.
Han uropførte Anton Bruckners 7. symfoni i 1884 og dirigerede Gewandhausorchester Leipzig, Boston Symphony Orchestra, Berliner Philharmonikerne, Wiener Philharmonikerne og Concertgebouworkest.
Nikisch var den første, der indspillede Ludwig van Beethovens 5. symfoni på grammofonplade i 1913 som en af de tidligste indspilninger nogensinde. Han var højt anset af store dirigenter som Herbert von Karajan, Leopold Stokowski, George Szell og Arturo Toscanini.

## Indspilninger
Nikisch er hovedsageligt indspillet på pladeselskaberne: Deutsche Grammophon og EMI.